# 2023-as gyorsasági kajak-kenu világbajnokság
A 2023-as gyorsasági kajak-kenu világbajnokságot Németországban, Duisburgban rendezik meg.
Ez a hetedik alkalom (1966, 1979, 1987, 1995, 2007, 2013), hogy Németország gyorsasági kajak-kenu világbajnokságot rendezhet.

## Magyar érmesek
| Érem      | Versenyző                                            | Versenyszám     | Dátum         |
| --------- | ---------------------------------------------------- | --------------- | ------------- |
| Aranyérem | Kopasz Bálint                                        | Férfi K1 500 m  | augusztus 25. |
| Aranyérem | Adolf Balázs                                         | Férfi C1 5000 m | augusztus 27. |
| Ezüstérem | Nádas Bence Csizmadia Kolos Kuli István Tótka Sándor | Férfi K4 500 m  | augusztus 25. |
| Ezüstérem | Vajda Bence Szántói-Szabó Tamás                      | Férfi K2 1000 m | augusztus 26. |
| Ezüstérem | Varga Ádám                                           | Férfi K1 1000 m | augusztus 26. |
| Ezüstérem | Nádas Bence Kopasz Bálint                            | Férfi K2 500 m  | augusztus 27. |
| Ezüstérem | Kisbán Zsófia                                        | Női C1 5000 m   | augusztus 27. |
| Bronzérem | Kiss Blanka Lucz Anna                                | Női K2 200 m    | augusztus 25. |
| Bronzérem | Rendessy Eszter                                      | Női K1 1000 m   | augusztus 26. |
| Bronzérem | Csipes Tamara                                        | Női K1 500 m    | augusztus 26. |

### Para kajak-kenu
| Érem      | Versenyző      | Versenyszám     | Dátum         |
| --------- | -------------- | --------------- | ------------- |
| Aranyérem | Kiss Péter Pál | Férfi KL1 200 m | augusztus 25. |
| Bronzérem | Varga Katalin  | Női KL2 200 m   | augusztus 26. |

## A magyar csapat
A 2023-as magyar vb keret tagjai:

### Férfiak

#### Kajak
| Versenyző                                            | Versenyszám | Előfutam | Előfutam | Elődöntő | Elődöntő | Döntő | Döntő    | Döntő    | Helyezés  |
| Versenyző                                            | Versenyszám | Idő      | Hely.    | Idő      | Hely.    | Típus | Idő      | Helyezés | Helyezés  |
| ---------------------------------------------------- | ----------- | -------- | -------- | -------- | -------- | ----- | -------- | -------- | --------- |
| Birkás Balázs                                        | K1 200 m    | 35,75    | 1.       | 34,72    | 1.       | A     | 35,73    | 6.       | 6.        |
| Kopasz Bálint                                        | K1 500 m    | 1:38,08  | 2.       | 1:37,26  | 1.       | A     | 1:36.26  | 1.       | Aranyérem |
| Varga Ádám                                           | K1 1000 m   | 3:40,48  | 1.       | 3:25,34  | 1.       | A     | 3:28,14  | 2.       | Ezüstérem |
| Noé Bálint                                           | K1 5000 m   |          |          |          |          | A     | 21:18,86 | 9.       | 9.        |
| Nádas Bence Kopasz Bálint                            | K2 500 m    | 1:30,41  | 1.       | 1:29,65  | 2.       | A     | 1:29,18  | 2.       | Ezüstérem |
| Vajda Bence Szántói-Szabó Tamás                      | K2 1000 m   | 3:22,84  | 1.       | erőnyerő | erőnyerő | A     | 1:33,69  | 2.       | Ezüstérem |
| Nádas Bence Csizmadia Kolos Kuli István Tótka Sándor | K4 500 m    | 1:19,56  | 1.       | 1:19,30  | 2.       | A     | 1:19,57  | 2.       | Ezüstérem |

#### Kenu
| Versenyző                                                | Versenyszám | Előfutam | Előfutam | Elődöntő | Elődöntő | Döntő | Döntő    | Döntő    | Helyezés  |
| Versenyző                                                | Versenyszám | Idő      | Hely.    | Idő      | Hely.    | Típus | Idő      | Helyezés | Helyezés  |
| -------------------------------------------------------- | ----------- | -------- | -------- | -------- | -------- | ----- | -------- | -------- | --------- |
| Koczkás Dávid                                            | C1 200 m    | 41,281   | 2.       | 40,582   | 3.       | A     | 40,836   | 9.       | 9.        |
| Fejes Dániel                                             | C1 500 m    | 1:49,46  | 3.       | 1:48,53  | 3.       | A     | 1:48,47  | 8.       | 8.        |
| Adolf Balázs                                             | C1 1000 m   | 4:05,66  | 1.       | 3:45,91  | 1.       | A     | 3:47,82  | 5.       | 5.        |
| Adolf Balázs                                             | C1 5000 m   |          |          |          |          | A     | 22:12,97 | 1.       | Aranyérem |
| Korisánszky Dávid Fekete Ádám                            | C2 500 m    | 1:40,00  | 3.       | 1:39,36  | 3.       | A     | 1:38,77  | 5.       | 5.        |
| Kollár Kristóf Fejes Dániel                              | C2 1000 m   | 3:45,79  | 2.       | 3:35,14  | 2.       | A     | 3:36,93  | 5.       | 5.        |
| Koczkás Dávid Slihoczki Ádám Hajdu Jonatán Hodován Dávid | C4 500 m    |          |          |          |          | A     | 1:33,25  | 4.       | 4.        |

### Nők

#### Kajak
| Versenyző                                                   | Versenyszám | Előfutam | Előfutam | Elődöntő | Elődöntő | Döntő   | Döntő    | Döntő    | Helyezés  |
| Versenyző                                                   | Versenyszám | Idő      | Hely.    | Idő      | Hely.    | Típus   | Idő      | Helyezés | Helyezés  |
| ----------------------------------------------------------- | ----------- | -------- | -------- | -------- | -------- | ------- | -------- | -------- | --------- |
| Lucz Anna                                                   | K1 200 m    | 41,24    | 3.       | 40,84    | 4.       | B       | 40,72    | 1.       | 10.       |
| Csipes Tamara                                               | K1 500 m    | 1:51,42  | 1.       | 1:46,86  | 1.       | A       | 1:50,69  | 3.       | Bronzérem |
| Rendessy Eszter                                             | K1 1000 m   | 4:17,83  | 2.       | 4:02,07  | 1.       | A       | 3:57,55  | 3.       | Bronzérem |
| Kiszli Vanda                                                | K1 5000 m   |          |          |          |          | A       | 23:09,67 | 5.       | 5.        |
| Kiss Blanka Lucz Anna                                       | K2 200 m    | 37,35    | 1.       | erőnyerő | erőnyerő | A       | 37,30    | 3.       | Bronzérem |
| Fojt Sára Pupp Noémi                                        | K2 500 m    | 1:43,71  | 5.       | 1:47,48  | 8.       | kiesett | kiesett  | kiesett  | kiesett   |
| Gazsó Alida Dóra Csipes Tamara Rendessy Eszter Hadvina Dóra | K4 500 m    | 1:32,03  | 1.       | 1:33,11  | 2.       | A       | 1:33,15  | 7.       | 7.        |

#### Kenu
| Versenyző                                             | Versenyszám | Előfutam | Előfutam | Elődöntő | Elődöntő | Döntő | Döntő    | Döntő    | Helyezés  |
| Versenyző                                             | Versenyszám | Idő      | Hely.    | Idő      | Hely.    | Típus | Idő      | Helyezés | Helyezés  |
| ----------------------------------------------------- | ----------- | -------- | -------- | -------- | -------- | ----- | -------- | -------- | --------- |
| Balla Virág                                           | C1 200 m    | 47,287   | 3.       | 47,015   | 4.       | B     | 47,173   | 1.       | 10.       |
| Balla Virág                                           | C1 500 m    | 2:12,01  | 5.       | 2:08,02  | 1.       | A     | 2:09,52  | 5.       | 5.        |
| Kisbán Zsófia                                         | C1 1000 m   | 4:44,40  | 1.       | erőnyerő | erőnyerő | A     | 4:27,20  | 4.       | 4.        |
| Kisbán Zsófia                                         | C1 5000 m   |          |          |          |          | A     | 26:04,04 | 2.       | Ezüstérem |
| Horányi Dóra Takács Kincső                            | C2 200 m    | 44,71    | 3.       | erőnyerő | erőnyerő | A     | 44,76    | 6.       | 6.        |
| Bragato Giada Nagy Bianka                             | C2 500 m    | 2:00,03  | 2.       | 1:56,02  | 2.       | A     | 1:55,97  | 5.       | 5.        |
| Bragato Giada Csorba Zsófia Opavszky Réka Nagy Bianka | C4 500 m    | 1:50,20  | 3.       | erőnyerő | erőnyerő | A     | 1:48,76  | 4.       | 4.        |

### Vegyes
| Versenyző                   | Versenyszám | Előfutam | Előfutam | Elődöntő | Elődöntő | Döntő | Döntő   | Döntő    | Helyezés |
| Versenyző                   | Versenyszám | Idő      | Hely.    | Idő      | Hely.    | Típus | Idő     | Helyezés | Helyezés |
| --------------------------- | ----------- | -------- | -------- | -------- | -------- | ----- | ------- | -------- | -------- |
| Lucz Anna Opavszky Márk     | K2 500 m    | 1:35,49  | 1.       | erőnyerő | erőnyerő | A     | 1:35,32 | 6.       | 6.       |
| Hajdu Jonatán Takács Kincső | C2 500 m    | 1:48,87  | 5.       | 1:47,64  | 1.       | A     | 1:47,82 | 4.       | 4.       |

### Para kajak-kenu

#### Férfiak
| Versenyző      | Versenyszám | Előfutam | Előfutam | Elődöntő | Elődöntő | Döntő   | Döntő   | Döntő    | Helyezés  |
| Versenyző      | Versenyszám | Idő      | Hely.    | Idő      | Hely.    | Típus   | Idő     | Helyezés | Helyezés  |
| -------------- | ----------- | -------- | -------- | -------- | -------- | ------- | ------- | -------- | --------- |
| Kiss Péter Pál | KL1 200 m   | 45,08    | 1.       | erőnyerő | erőnyerő | A       | 45,19   | 1.       | Aranyérem |
| Suba Róbert    | KL1 200 m   | 49,19    | 2.       | erőnyerő | erőnyerő | A       | 47,60   | 4.       | 4.        |
| Suba Róbert    | VL2 200 m   | 54,38    | 2.       | 52,17    | 1.       | A       | 52,84   | 4.       | 4.        |
| Rozbora András | KL2 200 m   | 47,63    | 7.       | 49,05    | 8.       | kiesett | kiesett | kiesett  | kiesett   |
| Kiss Tibor     | KL2 200 m   | 44,70    | 5.       | 46,27    | 5.       | B       | 46,47   | 4.       | 13.       |
| Kiss Erik      | KL3 200 m   | 42,77    | 3.       | 42,90    | 5.       | B       | 43,16   | 3.       | 12.       |
| Juhász Tamás   | VL2 200 m   | 56,92    | 4.       | 55,02    | 4.       | B       | 56,86   | 1.       | 10.       |

#### Nők
| Versenyző        | Versenyszám | Előfutam | Előfutam | Elődöntő | Elődöntő | Döntő | Döntő   | Döntő    | Helyezés  |
| Versenyző        | Versenyszám | Idő      | Hely.    | Idő      | Hely.    | Típus | Idő     | Helyezés | Helyezés  |
| ---------------- | ----------- | -------- | -------- | -------- | -------- | ----- | ------- | -------- | --------- |
| Varga Katalin    | KL2 200 m   | 53,19    | 2.       | erőnyerő | erőnyerő | A     | 50,80   | 3.       | Bronzérem |
| Molnár Nikoletta | KL3 200 m   | 49,12    | 5.       | 49,87    | 2.       | A     | 48,67   | 5.       | 5.        |
| Boldizsár Dalma  | VL2 200 m   | 1:08,75  | 4.       | 1:10,01  | 3.       | A     | 1:10,47 | 9.       | 9.        |

## Eredmények

### Férfi

#### Kajak
*   Nem olimpiai versenyszám

| Versenyszám | Arany                                                                    | Arany    | Ezüst                                                                     | Ezüst    | Bronz                                                                   | Bronz    |
| ----------- | ------------------------------------------------------------------------ | -------- | ------------------------------------------------------------------------- | -------- | ----------------------------------------------------------------------- | -------- |
| K1 200 m    | Artūras Seja · Litvánia                                                  | 35,24    | Badri Kavelashvili · Grúzia                                               | 35,36    | Carlos Garrote · Spanyolország                                          | 35,38    |
| K1 500 m    | Kopasz Bálint · Magyarország                                             | 1:36,26  | Jean van der Westhuyzen · Ausztrália                                      | 1:36,63  | Fernando Pimenta · Portugália                                           | 1:36,90  |
| K1 1000 m   | Fernando Pimenta · Portugália                                            | 2:31,93  | Varga Ádám · Magyarország                                                 | 2:32,31  | Thomas Green · Ausztrália                                               | 2:33,49  |
| K1 5000 m   | Mads Pedersen · Dánia                                                    | 19:55,46 | Fernando Pimenta · Portugália                                             | 20:09,97 | Nico Paufler · Németország                                              | 20:36,04 |
| K2 500 m    | João Ribeiro · Messias Baptista · Portugália                             | 1:29,03  | Nádas Bence · Kopasz Bálint · Magyarország                                | 1:29,18  | Adrián del Río · Rodrigo Germade · Spanyolország                        | 1:29,38  |
| K2 1000 m   | Pedro Vázquez · Íñigo Peña · Spanyolország                               | 3:11,51  | Vajda Bence · Szántói-Szabó Tamás · Magyarország                          | 3:12,36  | Anton Winkelmann · Leonard Busch · Németország                          | 3:13,55  |
| K4 500 m    | Max Rendschmidt · Max Lemke · Jacob Schopf · Tom Liebscher · Németország | 3:11,51  | Nádas Bence · Csizmadia Kolos · Kuli István · Tótka Sándor · Magyarország | 3:12,36  | Oleh Kukharyk · Dmytro Danylenko · Ihor Trunov · Ivan Semykin · Ukrajna | 3:13,55  |

#### Kenu
*   Nem olimpiai versenyszám
| Versenyszám | Arany                                                                            | Arany    | Ezüst                                                                                  | Ezüst    | Bronz                                                                          | Bronz    |
| ----------- | -------------------------------------------------------------------------------- | -------- | -------------------------------------------------------------------------------------- | -------- | ------------------------------------------------------------------------------ | -------- |
| C1 200 m    | Artur Guliev · Üzbegisztán                                                       | 1:45,37  | Conrad-Robin Scheibner · Németország                                                   | 1:45,723 | Serghei Tarnovschi · Moldova                                                   | 1:46,74  |
| C1 500 m    | Cătălin Chirilă · Románia                                                        | 38,72    | Joan Antoni Moreno · Spanyolország                                                     | 38,76    | Oleksii Koliadych · Lengyelország                                              | 39,04    |
| C1 1000 m   | Martin Fuksa · Csehország                                                        | 3:45,12  | Cătălin Chirilă · Románia                                                              | 3:45,95  | Sebastian Brendel · Németország                                                | 3:46,58  |
| C1 5000 m   | Adolf Balázs · Magyarország                                                      | 22:12,97 | Sebastian Brendel · Németország                                                        | 22:18,88 | Wiktor Głazunow · Lengyelország                                                | 22:35,38 |
| C2 500 m    | Peter Kretschmer · Tim Hecker · Németország                                      | 1:36,97  | Liu Hao · Ji Bowen · Kína                                                              | 1:38,12  | Cayetano García · Pablo Martínez · Spanyolország                               | 1:38,57  |
| C2 1000 m   | Nicolae Craciun · Daniele Santini · Olaszország                                  | 3:34,56  | Moritz Adam · Nico Pickert · Németország                                               | 3:35,29  | Ilie Sprîncean · Oleg Nuţă · Románia                                           | 3:36,49  |
| C4 500 m    | Joan Antoni Moreno · Pablo Graña · Manuel Fontán · Adrián Sieiro · Spanyolország | 1:30,80  | Aleksander Kitewski · Tomasz Barniak · Wiktor Głazunow · Norman Zezula · Lengyelország | 1:32,37  | Vitaliy Vergeles · Andrii Rybachok · Dmytro Ianchuk · Taras Mishchuk · Ukrajna | 1:32,72  |

### Női

#### Kajak
*   Nem olimpiai versenyszám
| Versenyszám | Arany                                                                     | Arany    | Ezüst                                                                           | Ezüst    | Bronz                                                                                       | Bronz    |
| ----------- | ------------------------------------------------------------------------- | -------- | ------------------------------------------------------------------------------- | -------- | ------------------------------------------------------------------------------------------- | -------- |
| K1 200 m    | Lisa Carrington · Ausztrália                                              | 38,93    | Yale Steinepreis · Ausztrália                                                   | 40,01    | Dominika Putto · Lengyelország                                                              | 40,36    |
| K1 500 m    | Lisa Carrington · Ausztrália                                              | 1:47,76  | Emma Jørgensen · Dánia                                                          | 1:49,10  | Csipes Tamara · Magyarország                                                                | 1:50,69  |
| K1 1000 m   | Alyssa Bull · Ausztrália                                                  | 3:54,86  | Justyna Iskrzycka · Lengyelország                                               | 3:56,66  | Rendessy Eszter · Magyarország                                                              | 3:57,55  |
| K1 5000 m   | Estefanía Fernández · Spanyolország                                       | 22:45,35 | Madeline Schmidt · Kanada                                                       | 22:46,61 | Melina Andersson · Svédország                                                               | 22:56,99 |
| K2 200 m    | Martyna Klatt · Helena Wiśniewska · Ausztrália                            | 36,68    | Paulina Paszek · Jule Hake · Lengyelország                                      | 36,87    | Kiss Blanka · Lucz Anna · Magyarország                                                      | 37,30    |
| K2 500 m    | Emma Jørgensen · Frederikke Matthiesen · Dánia                            | 1:39,85  | Martyna Klatt · Helena Wiśniewska · Lengyelország                               | 1:40,82  | Paulina Paszek · Jule Hake · Németország                                                    | 1:41,59  |
| K4 500 m    | Lisa Carrington · Alicia Hoskin · Olivia Brett · Tara Vaughan · Új-Zéland | 1:30,60  | Karolina Naja · Anna Puławska · Adrianna Kąkol · Dominika Putto · Lengyelország | 1:31,32  | Sara Ouzande · Estefania Fernández · Carolina García Otero · Teresa Portela · Spanyolország | 1:31,95  |

#### Kenu
*   Nem olimpiai versenyszám
| Versenyszám | Arany                                                                     | Arany    | Ezüst                                                                           | Ezüst    | Bronz                                                                                       | Bronz    |
| ----------- | ------------------------------------------------------------------------- | -------- | ------------------------------------------------------------------------------- | -------- | ------------------------------------------------------------------------------------------- | -------- |
| C1 200 m    | Yarisleidis Cirilo · Kuba                                                 | 44,79    | Antía Jácome · Spanyolország                                                    | 45,41    | Lin Wenjun · Kína                                                                           | 45,62    |
| C1 500 m    | Katie Vincent · Kanada                                                    | 2:01,54  | María Corbera · Spanyolország                                                   | 2:02,86  | María Mailliard · Chile                                                                     | 2:03,21  |
| C1 1000 m   | María Mailliard · Chile                                                   | 4:24,95  | Jacy Grant · Kanada                                                             | 4:26,95  | Li Li · Kína                                                                                | 4:27,11  |
| C1 5000 m   | Katie Vincent · Kanada                                                    | 25:57,25 | Kisbán Zsófia · Magyarország                                                    | 26:04,04 | Li Li · Kína                                                                                | 26:51,61 |
| C2 200 m    | Shuai Changwen · Lin Wenjun · Kína                                        | 42,51    | Antía Jácome · María Corbera · Spanyolország                                    | 42,76    | Lisa Jahn · Hedi Kliemke · Németország                                                      | 43,62    |
| C2 500 m    | Xu Shixiao · Sun Mengya · Kína                                            | 1:52,77  | Antía Jácome · María Corbera · Spanyolország                                    | 1:52,91  | Sloan MacKenzie · Katie Vincent · Kanada                                                    | 1:52,95  |
| C4 500 m    | Lisa Carrington · Alicia Hoskin · Olivia Brett · Tara Vaughan · Új-Zéland | 1:30,60  | Karolina Naja · Anna Puławska · Adrianna Kąkol · Dominika Putto · Lengyelország | 1:31,32  | Sara Ouzande · Estefania Fernández · Carolina García Otero · Teresa Portela · Spanyolország | 1:31,95  |

### Vegyes
*   Nem olimpiai versenyszám
| Versenyszám | Arany                                       | Arany   | Ezüst                                                 | Ezüst   | Bronz                                                  | Bronz   |
| ----------- | ------------------------------------------- | ------- | ----------------------------------------------------- | ------- | ------------------------------------------------------ | ------- |
| K2 500 m    | Lena Röhlings · Jacob Schopf · Németország  | 1:33,03 | Alyssa Bull · Jackson Collins · Ausztrália            | 1:33,17 | Bárbara Pardo · Íñigo Peña · Spanyolország             | 1:33,91 |
| C2 500 m    | Connor Fitzpatrick · Katie Vincent · Kanada | 1:45,77 | Wiktor Głazunow · Sylwia Szczerbińska · Lengyelország | 1:46,21 | Olympia Della Giustina · Daniele Santini · Olaszország | 1:47,66 |

## Éremtáblázat
*   Magyarország
| Helyezés | Ország   | Arany | Ezüst | Bronz | Összesen |
| Összesen | Összesen | 0     | 0     | 0     | 0        |
| -------- | -------- | ----- | ----- | ----- | -------- |